# The Sims 4
The Sims 4 este un joc video ce simulează viața, lansat în 2014, dezvoltat de Maxis și Sims Studio, publicat de Electronic Arts. The Sims 4 a fost anunțat inițial pe data de 6 mai 2013, și a fost lansat în America de Nord pe data de 2 septembrie 2014 pentru Microsoft Windows. O versiune compatibilă Mac a software-ului a fost pusă la dispoziție pentru descărcare digitală pe data de 17 februarie 2015.In anul 2017 pe data de 20 noiembrie s-a lansat si versiunea de consola pentru xbox si playstation. The Sims 4 este primul joc pe PC deasupra tuturor formatelor digitale în doi ani. Jocul a primit recenzii mixte de la lansarea sa.
The Sims 4 are același concept ca și predecesori săi, The Sims 3,The Sims 2 si The Sims 1. Jucătorii controlează propriul lor Sims în diverse activități și relații . Jocul, ca și restul seriei, nu are un scop final definit și gameplay-ul este neliniar. Creează-un-Sims și modul de a construi instrumente au fost reproiectate pentru a permite mai multă versatilitate atunci când se creează conținutul de joc. Starea emoțională joacă un rol mai mare în joc decât în jocurile anterioare din serie, cu efecte asupra interacțiunii sociale, interfeței utilizatorul, și personalități.

## Gameplay
The Sims 4 este un joc ce simulează viața, similar cu predecesorii săi. Jucătorii pot crea un personaj Sim și pot de asemenea să exploreze diferite personalități care schimbă modul în care jocul este jucat. Sims poate multitask, cum ar fi vorbitul în timp ce efectuezi o sarcină. Sims' moodlets schimbă, de asemenea,modul de joc. De exemplu, un SIM poate face o sarcină fiind în același timp, fie supărat fie total excitat.
Similar cu jocurile anterioare Sims, provocările create de jucător abundă. Una dintre cele mai prevalente este Legacy Challenge, în care jucătorii controlează un singur Sim și încearcă să facă liniară familia sa trecută de zece generații.

### Crearea unui Sim
Jucătorii pot manipula direct caracteristicile faciale ale unui Sim. Jucătorii pot, de asemenea, manipula direct orice parte a corpului, inclusiv abdomenul, pieptul, picioarele, și brațele. Aceasta este o caracteristică nouă și nu a fost inclusă în jocurile Sims anterioare în cazul în care numai cu fitness grăsimea putea fi manipulată pe un corp Sims. Cu toate acestea, nivelurile de fitness și nivelurile grăsimii poate fi încă ajustate în Sims 4 ca și în jocurile anterioare.
Jocurile de bază vin cu peste 40 de coafuri pentru bărbați și femei.
Șase etape de viață sunt disponibile, inclusiv bebeluș, copil, adolescent, tânăr adult, adult și bătrân. Etapa de viață a copilului este accesibilă doar prin nașterea unui Sim și nu este disponibilă prin crearea unui Sim . 
Trasăturile s-au întors ! Fiecare Sim dispune de trei trăsături și o aspirație care conține propria trăsătură ascunsă.
Comparativ cu jocurile Sims anterioare în cazul în care ținuta de zi cu zi, formală, ținuta de somn ,ținuta atletică și ținutele de costume de baie au fost restricționate la a avea propriile opțiuni de îmbrăcăminte, toate opțiunile de îmbrăcăminte sunt acum disponibile în toate formele de ținute și jucătorilor le sunt permise până la 5 ținute pentru fiecare categorie.

### Cumpărare / modul de construit
În The Sims 4, construirea și cumpărarea modurilor au fost combinate și sunt acum tratate ca o singură caracteristică .
Un sistem detaliat construiește-și-cumpără este prezent alături de cartiere .... Unele elemente blochează modul de a cumpăra. Modul de a cumpăra poate fi deblocat prin progresia nivelurilor de carieră.
Clădiri întregi și camere pot fi acum mutate în întregime. Înălțimile de perete pot fi acum ajustate.
Există acum o opțiune de căutare pentru a căuta, construi și cumpăra opțiunile modului. 

### Galeria
The Sims 4 include caracteristici sociale, cum ar fi importul de Sims și case ,astfel unele persoane au adăugat de la galerie în joc. Acest lucru influențează lumea din jurul Sims jucătorului. Jucătorii pot publica creațiile lor în galeria de unde alții jucători pot să le descarce în jocul lor instantaneu.

### Lumile
The Sims 4 se bazează pe două lumi virtuale, Willow Creek și Oasis Springs. Ambele conțin cinci cartiere, care conțin cinci loturi. Prin up-dateul gratuit, o lume nouă, de asemenea, a devenit disponibil Newcrest care are aproximativ cincisprezece loturi goale.In acelasi timp mai exista inca doua lumi secrete Sylvan Grande si Forgotten Grotto.

## Dezvoltarea
The Sims 4 a fost dezvoltat de Sims Studio, o divizie a Electronic Arts filială Maxis, și a fost distribuit de Electronic Arts. Acest lucru este similar încă de la dezvoltarea The Sims 3, care a fost dezvoltat de Sims Studio standalone din (la acel moment) diminuatul Maxis. Acesta este primul joc Sims de la The Sims 2, în care Maxis a fost implicat de la începutul jocului de bază .
Sims 4 este un joc single-player, și nu are nevoie de o conexiune la internet pentru a fi jucat constant. Jucătorii vor avea nevoie de un cont de origine și acces la internet în timpul procesului de instalare inițială pentru activarea jocului. Ilan Eshkeri servește ca compozitor pentru coloana sonoră orchestrale a jocului, care a fost înregistrată la Abbey Road Studios și realizată de către Orchestra Metropolitană din Londra.
La 25 aprilie 2013, în mai multe capturi de ecran din machete videoclipuri mici cu interfața utilizatorului au fost publicate on-line. La 3 mai 2013, Electronic Arts a trimis un e-mail la mai multe fansites afirmând că nu ar fi un anunț mare la 06 mai 2013, pe care mulți ar fi speculat The Sims 4.
Pe 20 august 2013, The Sims 4 a fost descoperit printr-un demo gameplay trailer și eliberat la Gamescom. Examinări ale sistemelor de construcție și de creare de caractere au debutat mai târziu în 2014. imagini din joc suplimentare și data de lansare au fost descoperite la Electronic Entertainment Expo, la 9 iunie 2014.
Gameplay-ul a fost prezentat în timpul Gamescom 2013, care a avut loc la Koelnmesse din Köln, Germania. Caracteristici dezvăluite axate pe îmbunătățirea Create-a-SIM cu o caracteristică nouă clic-și-trageți omițând utilizarea sliderelor și adăugările din joc bazate pe emoție. Maxis a declarat că jocul va rula mai bine pe PC-uri mai low-end decat The Sims 3, care a fost afectat de probleme de performanță pe PC-uri low-end și high-end.
A fost suspectat că The Sims 4 a fost programat să fie lansat la începutul anului 2014, dar mai târziu a fost descoperit, de fapt că, s-ar fi lansat 2 septembrie 2014.
La 14 mai 2014, producătorul Ryan Vaughan a prezentat un alt Creați-a-Sim remarcat pe oficialul Canal Sims YouTube. Echipa de dezvoltare a dezvăluit un alt trailer la 28 mai 2014 prezentând noile caracteristici Mod Build. Jucătorii vor avea acum posibilitatea de a alege între trei înălțimi de perete și ajusta locația unei fereastra pe un perete, precum și să fie capabili să se deplaseze o camera întreaga de la o poziție la alta.
EA a lansat un alt trailer gameplay inclusiv noi înregistrări gameplay și a anunțat data de lansare a jocului ca fiind 2 septembrie 2014, în timpul unei conferințe de presă la Electronic Entertainment Expo, la 9 iunie 2014. The Sims 4 a fost lansat pe 2 septembrie pentru America de Nord și 04 septembrie pentru UE, Australia și Brazilia.
La 28 iunie 2014, un videoclip a fost lansat care arată "originalitatea" fiecărui SIM și emoțiile lor.
În ianuarie 2015, Maxis a anunțat Outdoor Retreat, primul DLC plătit pentru The Sims 4. DLC se concentrează pe activități în aer liber în parcul național.

### Dezvoltare pentru MAC
La primul anunț, EA a declarat că The Sims 4 a fost în dezvoltare doar pentru Mac și Windows, pentru a putea fi lansat în 2014. Cu toate acestea, aproape de data de lansare, compania a declarat că au fost "concentrați pe Windows" și nu au avut "nici o actualizare pentru Mac în acest moment". În octombrie 2014 mai multe informații au fost dezvăluite sugerând lansarea viitoare a unei versiuni pentru Mac. Vaughn a declarat pentru Internațional Business Times că echipa "lucrează la o versiune pentru Mac, chiar acum". La 13 ianuarie 2015, EA a confirmat lansarea versiunii pentru Mac ca fiind în februarie 2015. La 2 februarie, au anunțat prin oficialul Sims Twitter că versiunea pentru Mac a The Sims 4 va fi lansată pe data de 17 februarie 2015.

### Caracteristici controverse
La 25 iunie 2014, EA și Maxis au anunțat omiterea mai multe caracteristici de joc din The Sims 4 care au fost incluse în jocurile anterioare. Aceste caracteristici includ omise piscine, uzura de înot, și etapa de viață a copil-ului; Acest anunț a remarcat, de asemenea, lipsa unui open-world găsite în The Sims 3, precizând că în joc cartierele ar fi separate prin ecrane de încărcare. La începutul procesul de dezvoltare, un interviu fan-site cu un producător a dezvăluit Creați -a-Style (CAST), o caracteristică de personalizare introdusă în jocul precedent Sims, ce nu s-ar fi adăugat la Sims 4 în loc de alte caracteristici. Dezvoltatorii apoi au anunțat printr-o serie de tweet-uri în care jocul ar nava cu o versiune "dezbrăcată în jos" de poveste-progresie (un mecanic gameplay cu controlul autonomiei cartierului), în care subsoluri, magazine alimentare, locațiile de școală și de muncă nu ar fi prezente în joc. În timp ce cariera și școlile vor fi în continuare prezentate, vor fi reprezentate în mod diferit de la The Sims 3, mai apropiată de modul în care acestea au fost prezentate în The Sims 2.
Au fost petiții lansate de unii fani să aibă caracteristicile restaurate pentru lansare, chiar dacă data de lansare ar fi împinsă înapoi. Maxis a susținut că nu a fost posibil să se includă fiecare trăsătură în The Sims 4. Unii au speculat că multe caracteristici noi vor fi eliberate prin pachete de expansiune plătite, dar alții au speculat că o parte din "pachetul, de bază" conține mai multe ( de exemplu piscine, copii mici) ce pot fi eliberate ca update patch-uri gratuite, la fel cum unele caracteristici noi au fost patch-uri gratuite în The Sims 3, cum ar fi caracteristicile de subsol. 
Întrebat de ce unele caracteristici, cum ar fi o mașină de gătit, au fost puse în aplicare asupra a ceea ce de mult sa privit ca gameplay-cheie, Maxis și The Sims producator Graham Nardone a atribuit sacrificiul constrângerilor de timp, volumul de muncă și de distribuție a dezvoltatorilor (și lipsa comparativă a disponibilelor promotori la anumite zone de producție a altor zone), precum și factori de risc:

"Nu poți cântări caracteristicile după cât de mult le dorești în joc, va trebui să se ia în considerare cât de multe resurse de dezvoltare sunt nevoie pentru a le crea. ”
" Acum, nu putem lua echipa FX să le cerem să adauge bazine în joc. Ei nu au toate abilitățile de lucru să le facă, nici eu nu le am. Bazine, mici ... sunt caracteristici extrem de complexe, care necesită luni pentru un om , multe ore de lucru pe mai multe discipline și introduc un risc semnificativ.
" Ar fi fost două opțiuni pentru noi ... să tăiem multe caracteristici mici, sau să tăiem o altă caracteristică în mod semnificativ de mare."
”Maxis și producătorul The Sims , Rachel Rubin Franklin spune mai târziu într-o postare pe blog-ul oficial, explicând problema pe focusul dezvoltatorului cu privire la noile tehnologii de motoarele jocului de bază Sims 4 și că sacrificiile echipei a fost o "pastila greu de înghițit":
"... Atunci când ne-am așezat și am privit la tot ceea ce ne-am dorit să facem pentru acest joc, toate lucrurile noi tech ce ne-am dorit să le construim în el, faptul a fost că ar fi exista compromisuri , îar acestea puteau dezamăgi o parte din fanii noștri . A fost o pastila greu de a înghițit, crede-mă .”
Franklin a declarat Noile caracteristici, cum ar fi emotiile Sim, animațiile avansate Sim, interacțiunea și comportamentele, precum și noul Create-a-Sim ... 
Cu toate acestea, la 1 octombrie 2014, a confirmat faptul că Maxis una dintre caracteristicile sale lipsă, piscinele, împreună cu alte noi actualizări și caracteristici, vor fi adăugate în joc gratuit, în noiembrie, și acest lucru sa întâmplat în forma unui plasture joc. Alte caracteristici cum ar fi subsoluri au fost adăugate mai târziu în patch-uri ulterioare.

## Expansiuni și adiții
Fiecare ediție a jocului a fost lansată cu jocul de bază, mai apoi apărând și pachete de expansiune care îmbogățesc viața de zi cu zi a Simșilor. The Sims 4 are în momentul de față 10 pachete de expansiune, dar cele mai populare expansiuni au fost Seasons, care introducea anotimpurile în joc, transformând complet lumea din jurul Simșilor, Discover University, care adăuga în joc Universitatea și abilitatea de a fi student, Eco Lifestyle, care aducea în joc ideea de a trăi viața mai verde și impactul pe care îl au acțiunile noatre în mediul înconjurător,City Living care aducea in joc viata de apartament,Get to work care adauga experienta de a merge cu simsi tai la lucru,Get toghether care aduce in joc cluburi,Get famous care adauga viata celebritati,Cats and dogs in care se adauga catei si pisici,Snowy Escape care adauga munti,Cottage living care adauga iepuri,vaci,lame si gaini si Island Living care adauga sirene.
Pe lângă pachetele de expansiune, mai sunt disponibile pachete de joc și pachete cu obiecte. Pachetele de joc au rolul de a permite jucătorului să își extindă povestea în diferite direcții, precum pachetele oculte, care oferă opțiunea de a deveni vampir[Vampires] sau magician[Real Of Magic]. Pachetele cu obiecte aduc în joc o varietate de obiecte, haine și uneori câteva extensii de joc noi dintr-o anumită categorie în casele Simșilor. Cel mai nou pachet cu obiecte pentru Sims 4 este Paranormal, care este considerat unul dintre cele mai bune pachete cu obiecte. Acesta a șocat prin varietatea și calitate obiectelor, dar și prin abilitatea de a fi spiritist și cariera de investigator paranormal. Acest pachet este considerat mai mult un pachet de joc, decât unul cu obiecte, datorită complexității sale.
Cea mai nouă adiție a jocului sunt kiturile, fiind o variantă în miniatură a pachetelor cu obiecte. Jucătorii pot achiziționa aceste kituri pentru $4.99 fiecare, în loc de prețul de $9.99 al unui pachet cu obiecte. Kiturile au fost introduse pe 2 Martie 2021 și au iscat o oarecare controversă în comunitatea Sims 4, unii având impresia că aceste kituri nu merită cei $4.99 deoarece nu oferă atât de multe plusuri jocului. Cele cinci kituri de până acum sunt Throwback Fit, Country Kitchen, Bust The Dust, Courtyard Oasis si Industrial Loft.

## Famili si povestile acestora
In The Sims 4 la fel ca la celelalte jocuri[The sims 1, The sims 2 si The sims 3] gasim famili.Una dintre principalele famili este familia Goth.Alcatuita din Bella Goth,Mortimer Goth,Casandra Goth si Alexender Goth. Aceasta familie se poate regasi si in jocurile anterioare[The sims 1, The sims 2 si The sims 3].Bella Goth este o femeie tanara romantica,buna si familista.Ea este cunoscuta datorita dispariti acesteia in The Sims 2.Mortimer Goth este sotul Belei Goth fiind creativ si bun. Casandra Goth este fiica lui Mortimer Goth si Bellei Goth, este o adolescenta creativa si depresiva. Alexender Goth este fratele Casandrei Goth fiind un copil care ii place sa citeasca. Familia Goth traiesc in orasul Wilow Creek.
O alta familie intalnita si in jocurile anterioare este familia Caliente [intalnita in The Sims 2]. Familia Caliente este formata din Dina Caliente,Nina Caliente,Katrina Caliente si Don Lothario. Aceasta familie este cunoscuta in The Sims 2 ca fiind plina de drama, Nina si Dina Caliente fiind indragostita de Don Lothario. Acest lucru nu se mai intalneste in The sims 4.Acesta familie neavand nicio poveste in The Sims 4.
O alta familie intalnita si in jocurile anterioare este familia Landgrab[intalnita in The Sims 3].Fiind alcatuita din Nancy Landgrab,Geoffrey Landgrab si fiul acestora Malcolm Landgrab.